# Scrobigera
Scrobigera is een geslacht van vlinders van de familie Uilen (Noctuidae), uit de onderfamilie Agaristinae.

## Soorten
- S. albomarginata Moore, 1872
- S. amatrix Westwood, 1848
- S. glossatrix (Westwood, 1881)
- S. niveifasciata Rothschild, 1896
- S. proxima Walker, 1854
- S. semperi Felder, 186, 1874
- S. umbrosa Clench, 1953
- S. vacillans Walker, 1864
- S. vitalisi Chandeze., 1927
- S. vulcania Butler, 1875